# Dimenhidrinat
El dimenhidrinat és un principi actiu antihistamínic i antiemètic, químicament és una sal, un compost de Difenidramina i 8-Cloroteofilina. S'utilitza sobretot en medicaments per prevenir i tractar les nàusees i els vòmits associats als viatges, avui dia ja no és emprat per prevenir les al·lèrgies.